# Jens Arne Svartedal
Jens Arne Svartedal (* 14. Februar 1976 in Sarpsborg) ist ein ehemaliger norwegischer Skilangläufer, der sich auf die Sprintdisziplinen spezialisiert hatte. Er nahm für Norwegen zwei Mal an Olympischen Winterspielen teil. Er konnte einmal Weltmeister im Sprint werden und gewann einmal die Sprintweltcup im Skilanglauf-Weltcup.

## Karriere
In der Saison 1997/98 sammelte er seine ersten Erfahrungen im Langlauf-Weltcup. Am 22. November 1997 absolvierte er in Beitostølen sein erstes Weltcup-Rennen und belegte über die 10 Kilometer den 51. Platz und verpasste damit deutlich die Weltcup-Punkte. Seinen zweiten Weltcup-Einsatz hatte er am 14. März 1998 in Oslo, wo er über die 50 Kilometer den 55. Platz belegte. Seine ersten Weltcup-Punkte sammelte er in der Saison 1999/2000 und überraschte am 8. März 2000 die Weltelite. Beim klassischen Sprint in Oslo belegte er hinter seinen Landsmann Odd-Bjørn Hjelmeset den zweiten Platz. Vier Tage später belegte er beim 50-Kilometer-Rennen in Oslo mit den 53. Platz erneut ein schlechtes Ergebnis. Durch den zweiten Platz belegte er im Sprintweltcup am Ende der Saison mit 80 Punkten den 16. Platz.
In der darauffolgenden Saison konnte er den überraschenden Podestplatz mit guten Leistungen in den Sprint-Wettbewerben bestätigen. In Engelberg belegte er den elften, in Asiago den dritten und in Oslo den fünften Platz. In der Saison 2001/02 konnte er noch weiter zulegen. Nachdem er in Cogne hinter dem Lokalmatador Cristian Zorzi im ersten Sprint-Wettbewerb der Saison den zweiten Platz belegte, siegte er im zweiten Sprint-Wettbewerb der Saison am 19. Dezember 2001 in Asiago vor seinem Landsmann Trond Iversen und Andreas Schlütter aus Deutschland. Nachdem er auch den Sprint in Stockholm gewinnen konnte, gelang ihn in Oslo mit den Sieg im Sprint-Wettbewerb vor Jörgen Brink und Keijo Kurttila ein Prestigeerfolg. Am Ende der Saison verpasste er um 28 Punkte den Gewinn des Sprint-Weltcups und musste sich mit den zweiten Platz hinter seinen Landsmann Trond Iversen begnügen. Im Gesamt-Weltcup belegte er mit den neunten Platz erstmals ein Top-Ten-Platz.
In der Saison 2002/03 konnte er nicht 100-prozentig an seine Leistungen der Vorsaison anknüpfen. Trotzdem durfte er an den Nordischen Skiweltmeisterschaften 2003 in Val di Fiemme teilnehmen. Er startete im Sprint und im Wettbewerb über die 15 Kilometer. Mit den elften Platz im Sprint verpasste er klar eine Medaille und über die 15 Kilometer belegte er den 19. Platz. Nach den Weltmeisterschaften konnte er den klassischen Sprint in Drammen vor  Keijo Kurttila und Thobias Fredriksson gewinnen.
In der Saison 2003/04 belegte er beim zweiten Sprint-Wettbewerb der Saison den zweiten Platz hinter seinen Landsmann Anders Aukland und den dritten Sprint-Wettbewerb konnte er am 16. Dezember 2003 in Val di Fiemme gewinnen. Zudem gewann er zum zweiten Mal in seiner Karriere einen Sprint-Wettbewerb in Stockholm. Am Ende der Saison belegte er erneut den zweiten Platz im Sprint-Weltcup und diesmal hinter den Schweden Thobias Fredriksson. In der Gesamtwertung belegte er hinter René Sommerfeldt aus Deutschland und Mathias Fredriksson aus Schweden den dritten Platz im Gesamtweltcup.

Wie nach der Saison 2001/02 folgte aus die Saison 2003/04 ein schwächerer Winter, sodass er sich auch nicht für die Nordischen Skiweltmeisterschaften 2005 in Oberstdorf qualifizierte. Er konnte aber in der Saison 2004/05 mit norwegischen Mannschaft zwei Staffel-Wettbewerbe und einen Team-Sprint gewinnen. In der darauffolgenden Saison lief es für ihn besser. Nachdem er im Jahr 2005 keinen einzigen Einzel-Wettbewerb gewinnen konnte, gewann er am 5. Februar zum ersten und einzigen Mal ein Distanzrennen im Weltcup. Über die 15 Kilometer konnte er sich in Davos vor Martin Tauber aus Österreich und Vincent Vittoz aus Frankreich den Sieg sichern.

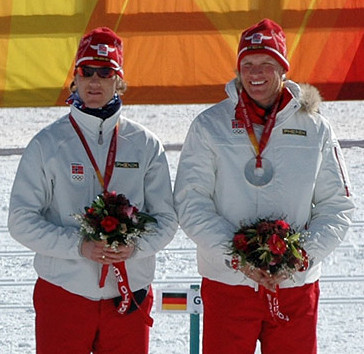
Siegerehrung 2006: Jens Arne Svartedal (links) mit Tor Arne Hetland

Auch durch diesen Sieg konnte er sich für die Olympischen Winterspiele 2006 in Turin qualifizieren und von dem Norges idrettsforbund wurde er für die Spiele nominiert. Bei den Olympischen Spielen durfte er im 15-Kilometer-Rennen, im Teamsprint und in der Staffel an den Start gehen. Am 14. Februar 2006 startete er gemeinsam mit Tor Arne Hetland im erstmals ausgetragenen Teamsprint und gewannen im Finale hinter dem schwedischen Team die Silbermedaille. Im Langlauf über die 15. Kilometer belegte er am 17. Februar 2006 einen schwachen 44. Platz und die norwegischen Staffel, welche aus ihm, Odd-Bjørn Hjelmeset, Frode Estil und Tore Ruud Hofstad bestand, belegte nur den fünften Platz.
Nach den Olympischen Winterspielen konnte er im Weltcup 2005/06 noch zum zweiten Mal in seiner Karriere den Sprint in Drammen vor seinen Landsmännern Børre Næss und Eldar Rønning gewinnen. Am Ende der Saison belegte er sowohl im Gesamt-Weltcup als auch im Distanz-Weltcup seine beste Platzierung. Im Gesamt-Weltcup belegte er hinter Tobias Angerer den zweiten Platz und im Distanz-Weltcup konnte er den fünften Platz belegen.
Die Saison 2006/07 war seine erfolgreichste Saison. Er gewann die Sprint-Weltcups in Kuusamo und Otepää und qualifizierte sich für die Nordischen Skiweltmeisterschaften 2007 in Sapporo. Er durfte dort im Sprint und über die 50 Kilometer an den Start gehen. Während er im 50-Kilometer-Rennen den 19. Platz belegte, gewann er am 22. Februar 2007 vor Mats Larsson und Eldar Rønning den Weltmeistertitel im Sprint. Am Saisonende konnte er zudem den Sprint-Weltcup vor Trond Iversen und Emil Jönsson.
In der darauffolgenden Saison lief es für ihn wieder schlechter, aber am 27. Februar 2008 konnte er zum dritten und letzten Mal den Sprint in Stockholm gewinnen. Zudem war es sein zwölfter und letzter Weltcup-Sieg. Er konnte auch im Jahr darauf nicht an seine Erfolge anknüpfen. Trotzdem durfte er als Titelverteidiger an den Skiweltmeisterschaft 2009 in Liberec teilnehmen. Den Sprint-Wettbewerb beendete er auf den 20. Platz. In der Saison 2009/10 qualifizierte er sich zum zweiten Mal für die Olympischen Winterspiele und wurde vom Norges idrettsforbund auch für die Olympischen Winterspiele 2010 in Vancouver nominiert. Er ging dort nur über die 50 Kilometer an den Start und belegte dabei den 23. Platz.
Nach der Saison 2009/10 beendete er seine Weltcup-Karriere. Im Gegensatz dazu bestreitet er aber weiterhin Skilanglauf-Wettbewerbe. Zum Beispiel nahm er zwischen 2011 und 2015 an den Marathon Cup teil. Dabei war sein bestes Ergebnis der 9. Platz über 63. Kilometer zwischen Otepää und Elva. Am 10. Februar 2018 nahm er am Holmenkollmarsjen am Holmenkollen teil und belegte dabei den 163. Platz.

## Erfolge

### Medaillen bei Olympischen Winterspielen
- 2006 in Turin: Silber im Teamsprint klassisch

### Medaillen bei Weltmeisterschaften
- 2007 in Sapporo: Gold im Sprint klassisch

### Siege bei Weltcuprennen

#### Weltcupsiege im Einzel
| Nr. | Datum             | Ort           | Disziplin                       |
| --- | ----------------- | ------------- | ------------------------------- |
| 1.  | 19. Dezember 2001 | Asiago        | 1,5 km Sprint klassisch         |
| 2.  | 5. März 2002      | Stockholm     | 1,5 km Sprint klassisch         |
| 3.  | 13. März 2002     | Oslo          | 1,5 km Sprint klassisch         |
| 4.  | 11. März 2003     | Drammen       | 1 km Sprint klassisch           |
| 5.  | 16. Dezember 2003 | Val di Fiemme | 1,2 km Sprint klassisch         |
| 6.  | 18. Februar 2004  | Stockholm     | 1,1 km Sprint klassisch         |
| 7.  | 14. Dezember 2004 | Asiago        | 1,2 km Sprint klassisch         |
| 8.  | 5. Februar 2006   | Davos         | 15 km klassisch Individualstart |
| 9.  | 9. März 2006      | Drammen       | 1 km Sprint klassisch           |
| 10. | 25. November 2006 | Kuusamo       | 1,2 km Sprint klassisch         |
| 11. | 28. Januar 2007   | Otepää        | 1,2 km Sprint klassisch         |
| 12. | 27. Februar 2008  | Stockholm     | 1 km Sprint klassisch           |

#### Weltcupsiege im Team
| Nr. | Datum             | Ort            | Disziplin                         |
| --- | ----------------- | -------------- | --------------------------------- |
| 1.  | 12. Dezember 2004 | Lago di Tesero | 4 × 10 km Staffel 1               |
| 2.  | 15. Dezember 2004 | Asiago         | 6 × 1,2 km Teamsprint klassisch 2 |
| 3.  | 20. März 2005     | Falun          | 4 × 10 km Staffel 3               |
| 4.  | 18. Dezember 2005 | Canmore        | 6 × 1,2 km Teamsprint klassisch 4 |
| 5.  | 25. November 2007 | Beitostølen    | 4 × 10 km Staffel 5               |

### Siege bei Continental-Cup-Rennen
| Nr. | Datum             | Ort       | Disziplin       | Serie            |
| --- | ----------------- | --------- | --------------- | ---------------- |
| 1.  | 7. Dezember 2002  | Gåsbu     | 10 km klassisch | Continental Cup  |
| 2.  | 16. Februar 2008  | Sundsvall | 10 km klassisch | Scandinavian Cup |
| 3.  | 20. Dezember 2008 | Lygna     | 15 km klassisch | Scandinavian Cup |

### Medaillen bei nationalen Meisterschaften
- 2001: Silber im Sprint, Bronze über 10 km
- 2003: Gold über 50 km
- 2004: Bronze über 15 km, Bronze im Sprint
- 2005: Gold im Sprint, Bronze über 50 km
- 2006: Silber über 15 km
- 2007: Gold über 50 km
- 2008: Silber über 58 km
- 2009: Gold über 15 km
- 2010: Bronze im Skiathlon

## Statistik

### Teilnahmen an Weltmeisterschaften und Olympischen Winterspielen

#### Olympische Spiele
| Jahr und Ort   | Wettbewerb | Wettbewerb | Wettbewerb | Wettbewerb | Wettbewerb | Wettbewerb |
| Jahr und Ort   | 15 km      | Skiathlon  | 50 km      | Sprint     | Staffel    | Teamsprint |
| -------------- | ---------- | ---------- | ---------- | ---------- | ---------- | ---------- |
| 2006 Turin     | 44.        | –          | –          | –          | 5.         | 2.         |
| 2010 Vancouver | –          | –          | 23.        | –          | –          | –          |

#### Nordische Skiweltmeisterschaften
| Jahr und Ort       | Wettbewerb | Wettbewerb | Wettbewerb | Wettbewerb | Wettbewerb | Wettbewerb |
| Jahr und Ort       | 15 km      | Skiathlon  | 50 km      | Sprint     | Staffel    | Teamsprint |
| ------------------ | ---------- | ---------- | ---------- | ---------- | ---------- | ---------- |
| 2003 Val di Fiemme | 19.        | –          | –          | 11.        | –          | –          |
| 2007 Sapporo       | –          | –          | 19.        | 1.         | –          | –          |
| 2009 Liberec       | –          | –          | –          | 20.        | –          | –          |

### Weltcup-Gesamtplatzierungen
| Saison    | Gesamt | Gesamt | Distanz | Distanz | Sprint | Sprint |
| Saison    | Punkte | Platz  | Punkte  | Platz   | Punkte | Platz  |
| --------- | ------ | ------ | ------- | ------- | ------ | ------ |
| 1999/2000 | 80     | 52.    | –       | –       | 80     | 16.    |
| 2000/01   | 138    | 35.    | –       | –       | 127    | 15.    |
| 2001/02   | 315    | 9.     | –       | –       | 300    | 2.     |
| 2002/03   | 294    | 15.    | –       | –       | 215    | 8.     |
| 2003/04   | 592    | 3.     | 211     | 20.     | 381    | 2.     |
| 2004/05   | 361    | 7.     | 127     | 21.     | 234    | 8.     |
| 2005/06   | 577    | 2.     | 372     | 5.      | 205    | 9.     |
| 2006/07   | 388    | 8.     | 30      | 55.     | 341    | 1.     |
| 2007/08   | 527    | 9.     | 215     | 15.     | 208    | 11.    |
| 2008/09   | 126    | 52.    | 109     | 37.     | 17     | 75.    |
| 2009/10   | 83     | 73.    | 72      | 45.     | 11     | 87.    |